# براك الشيتان
براك علي الشيتان (مواليد 17 أكتوبر 1966) سياسي واقتصادي كويتي ، نائب رئيس مجلس الوزراء وزير الدولة لشؤون مجلس الوزراء الأسبق خلال الفترة 16 أكتوبر 2022 حتى 9 أبريل 2023 وكان قبل ذالك وزيراً للمالية خلال الفترة 16 فبراير 2020 حتى 14 ديسمبر 2020. 

## سيرته
براك الشيتان حاصل على بكالوريوس تجارة، شغل منصب مراقب إدارة التوجيه والنظم بوزارة المالية، وحازعلى عضوية جمعية الروضة التعاونية ، وأيضًا عضوية جمعية المحاسبين ، كما شغل منصب مدير عام الهيئة العامة لشؤون القصر - بدرجة وكيل وزارة 
في 16 فبراير 2020 صدر مرسوماً بتعينه وزيراً للمالية وشغل المنصب حتى 14 ديسمبر 2020
وفي 16 أكتوبر 2022 صدر مرسوماً بأعادة تشكيل الحكومة وتم تعينه نائباً لرئيس مجلس الوزراء ووزيراً للدولة لشؤون مجلس الوزراء وشغل المنصب حتى 9 أبريل 2023